# Маслов Павло Євгенович
Павло Євгенович Маслов (рос. Па́вел Евге́ньевич Ма́слов, нар. 14 квітня 2000, Тюмень, Росія) — російський футболіст, центральний захисник клубу «Спартак» (Москва).
На правах оренди грає в клубі «Сочі».

## Ігрова кар'єра

### Клубна
Павло Маслов є вихованцем тюменьського футболу. Вже у трирічному віці він почав займатися у футбольній школі клубу «Тюмень». Починав грати на позиції нападника і вирізнявся високою результативністю.
У 2011 році на турнірі в Омську Маслов грав на позиції центрального захисника але при цьому відзначився вісьмома забитими голами. Після цього футболіста запросили до академії московського ЦСКА. Але у 2015 році Павло повернувся до «Тюмені». Згодом він потрапив до основи і 16 березня 2016 року дебютував у першій команді у матчі ФНЛ. Тим самим він став наймолодщим гравцем в історії турніру ФНЛ - 15 років і 337 днів.
У червні 2018 року Маслов перейшов до московського «Спартака». Перший рік футболіст грав у складі «Спартак-2». У вересні Маслов зіграв першу гру в основі у матчі на Кубок країни. Першу гру в чемпіонаті футболіст провів у березні 2020 року. А влітку підписав з клубом новий контракт до літа 2024 року.
Влітку 2020 року Маслова було введено в основу тренером Доменіко Тедеско. В сезоні 2020/21 Маслов провів 28 поєдинків в чемпіонаті і став срібним призером турніру. Та через невдало проведену операцію, яка була проведена у серпні 2021 року, Павло міг закінчити кар'єру вже у 21 рік. Тільки через рік він зміг повернутися на поле.
Перед початком сезону 2024/25 Павло Маслов відбув в оренду в клуб «Сочі».

### Збірна
Павло Маслов з 2017 року грав у складі юнацьких збірних Росії. У березні 2021 року він провів два матчі на молодіжній першості Європи. 

## Досягнення
Спартак (М)
 Віце-чемпіон Росії: 202021
 Переможець Кубка Росії: 2021/22

## Особисте життя
Батько Павла - Євген Маслов в минулому професійний футболіст, відомий своїми виступами у складі тюменьського «Геолога» та ФК «Тюмень».